# 아세트산 아밀
아세트산 아밀(Amyl acetate, 초산 아밀)은 화학식 C7H14O2 및 분자량 130.19 g/mol을 갖는 유기 화합물 및 에스터이다. 무색이며 바나나, 사과와 비슷한 향이 난다. 이 화합물은 아세트산과 1-펜탄올의 축합 생성물이다. 그러나 다른 펜탄올 이성질체(아밀 알코올) 또는 펜탄올 혼합물로부터 형성된 에스테르는 아밀 아세테이트라고도 한다. 사람이 아밀아세테이트에 노출되면 피부염, 중추신경계 기능 저하, 마취, 눈과 코 자극 등의 증상이 나타난다.

## 같이 보기
- 에스터